# Wildenau (Schönewalde)
Wildenau ist ein Ortsteil der Stadt Schönewalde im Landkreis Elbe-Elster im Land Brandenburg.

## Geographische Lage
Wildenau befindet sich ca. fünf Kilometer südöstlich von Schönewalde und etwa zwölf Kilometer nördlich von Herzberg (Elster). Westlich des Ortes befindet sich in fünf Kilometer Entfernung der Flugplatz Holzdorf.

## Geschichte
In einer Urkunde aus dem Jahr 1376 wird der Ort als Wyldenow erwähnt. Herzog Wenzel von Sachsen genehmigt am 13. Dezember desselben Jahres, und auch am 16. Januar 1377, Schenkungen für einen neu errichteten Altar in Herzberg. Das Dorf musste Getreide und Fleisch abliefern, welches die Stifter des Altars vom bisherigen Besitzer dieser Einkünfte, einem Mathias von der Dahme abkauften. 1419 waren das Dorf und das Rittergut Wildenau im Besitz von Heinrich von Kockeritz. 1474 wird der Ort als geteiltes Dorf erwähnt. Die Brüder Köckritz und Johann Draendorff teilen sich den Ort. In den Jahren 1482 und 1487 erwirbt dann ein Ritter Christoph von Leipzk beide Teile. Im Besitz der Familie von Leipzig(er) blieb Wildenau bis 1799.
Am 12. Juni 1802 kaufte Friedrich Alexander von Sommerlatt von Sommerlatt das Rittergut Wildenau. Bis zum Jahr 1815 lag der Ort im Kurfürstentum Sachsen. Nach dem Wiener Kongress und der Wiener Schlussakte ging der Ort an Preußen. 1846 wurde das Gut Eigentum des damaligen Oberamtmann Fritz Langenstraßen. Dieser wurde hier am 18. Januar 1851 ermordet. Ihm folgte sein Schwiegersohn Wilhelm Müller, der das Gut für 185.000 Taler an Wilhelm Junge verkaufte. Letzter Besitzer des Rittergutes war dessen Sohn Hans. Bis 1848 besaß Wildenau seine eigene Patrimonialgerichtsbarkeit.

## Bauwerke
Die aus der 2. Hälfte des 13. Jh. stammende, und unter Denkmalschutz stehende Dorfkirche im spätgotischen Stil. Der Taufstein stammt aus der Entstehungszeit, die Orgel aus dem Jahr 1891, diese wurde durch die Orgelbauanstalt Wilhelm Rühlmann aus Zörbig unter dem Opus 118 errichtet.